# Měrovice nad Hanou
Měrovice nad Hanou é uma comuna checa localizada na região de Olomouc, distrito de Přerov.